# Ein Fall für zwei: Totes Kapital
Totes Kapital ist der Titel der 21. Episode der Krimiserie Ein Fall für zwei mit Günter Strack und Claus Theo Gärtner in den Hauptrollen.

## Handlung
Der Schreinermeister Willy Kunze feiert ausgelassen seinen 50. Geburtstag. Seine Stammtischbrüder haben als makaberen Scherz eine auf ihn lautende Todesanzeige in der Zeitung geschaltet.
Aufgrund einer angeblich falschen Selbstauskunft, in der er einen bereits bewilligten Kredit über 50.000 DM unterschlagen habe, erhält Kunze von seiner Bank kein weiteres Darlehen. Der diesbezüglich konsultierte Dr. Renz telefoniert mit dem Filialdirektor der Bank, die diese Information über Willy Kunze an die Schufa geleitet hatte. Es stellt sich heraus, dass dies als angeblich zutreffend erscheine und Kunze einen entsprechenden Vertrag offenbar persönlich unterschrieben habe. Lediglich die darin vermerkte Wohnadresse ist unzutreffend. Der Filialdirektor Klaus Altmann verweist Renz und Kunze an die Kapitalvermittlerin Doris Zenker, die er umgehend telefonisch diesbezüglich informiert, nachdem Kunze sein Büro verlassen hat. Offenbar waren Altmann und Zenker, die heimlich liiert sind, aufgrund der Anzeige in der Zeitung davon ausgegangen, dass dieser tot sei.
Mit vertauschten Rollen erscheinen Renz und Kunze bei Doris Zenker, die den Schwindel allerdings durchschaut. Sie behauptet, Kunze in der Woche zuvor persönlich einen Kredit vermittelt zu haben. Eine Schriftsachverständige beurteilt Kunzes Unterschrift als mutmaßlich echt. Dr. Renz empfiehlt Kunze, die Hintergründe der rätselhaften Sachlage von Josef Matula ermitteln zu lassen. Dieser sucht zunächst die im Vertrag angegebene Adresse auf und findet dort zwei Briefkästen vor, die zu keinem der Bewohner des Hauses gehören. Der dortige Hausmeister gibt zu, dass er diese im Auftrag eines Willy Kunze sowie einer zweiten Person dort angebracht habe. Matula findet heraus, dass der zweite angebliche Briefkasteneigentümer einige Wochen zuvor verstorben ist. Als Kunze ihm seine eigene Todesanzeige vorlegt, erkennt Matula den Zusammenhang.
Matula setzt Doris Zenker mit seinem Wissen unter Druck. Anschließend verfolgt er sie zu einem Treffen mit Altmann. Es gelingt ihm, ihr Auto aufzubrechen und unerkannt einen Teil des Beweismaterials zu sichern, welches sie vor der Abfahrt darin verstaut hatte. Den Rest vernichtet sie auf einer Abfalldeponie und plant, anschließend gemeinsam mit Altmann nach Miami zu flüchten. Im Zuge einer Verfolgungsjagd zwischen Zenker und Matula verunfallen beide, wobei deren Autos jeweils zerstört werden. Matula kann selbstständig dem Wrack seines Wagens entsteigen. Gemeinsam mit Mitarbeitern des Abfallbetriebs befreit er Doris Zenker aus deren Autowrack, findet dabei ihr Flugticket vor und alarmiert einen Notarzt. Am Flughafen entwendet er anschließend Klaus Altmann dessen Flugticket und verhindert somit dessen Flucht.

## Hintergrund

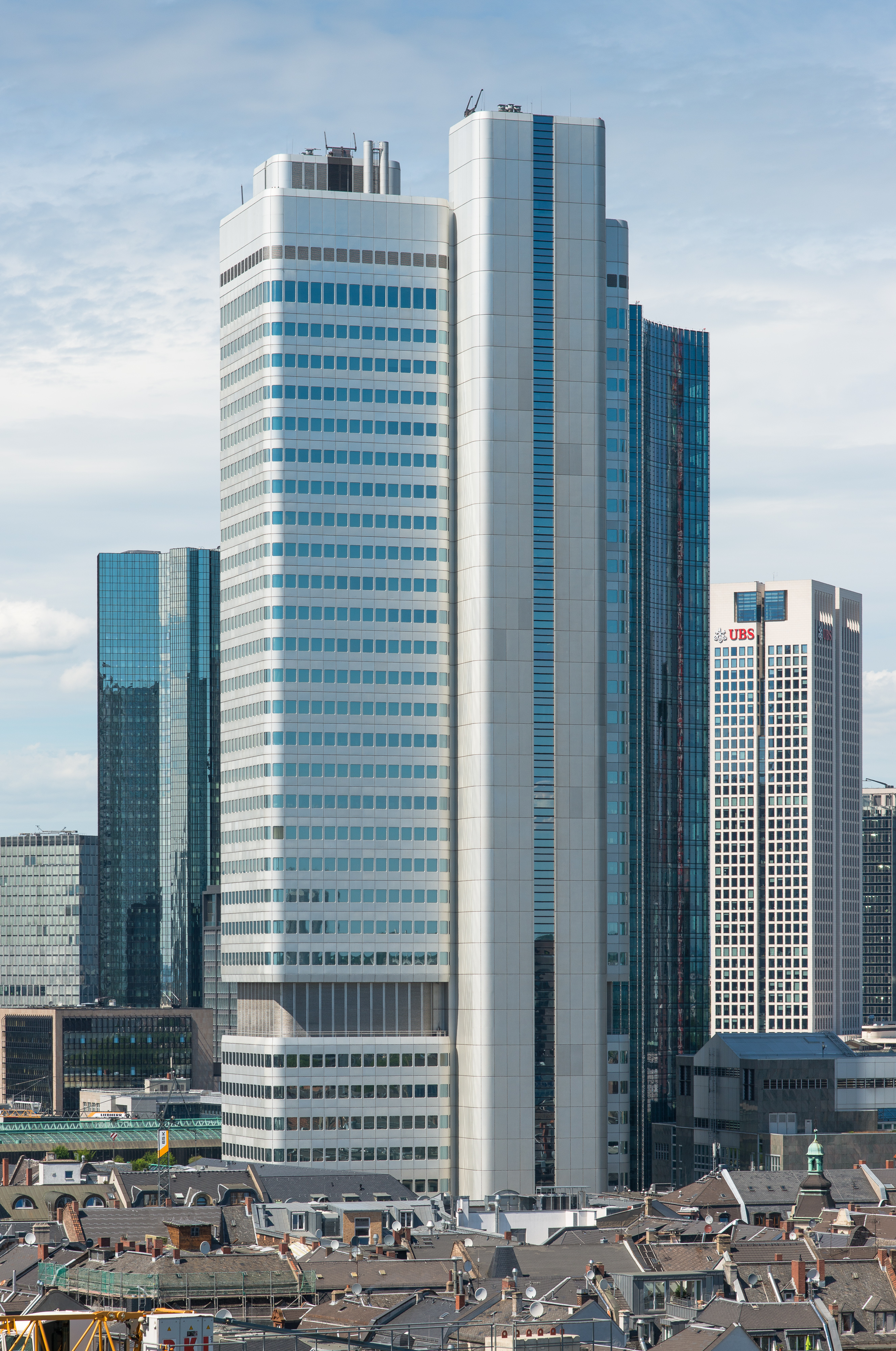
Silberturm, aufgenommen aus identischer Perspektive wie in der Episode

Die Episode wurde überwiegend im Rhein-Main-Gebiet gedreht. Die Kulisse der Kanzlei von Dr. Renz befand sich im Hotel InterContinental Frankfurt. Als angeblicher Sitz des Bankhauses Friedrichsen wird der Silberturm eingeblendet. Vom Büro des Filialdirektors aus ist der Henninger-Turm zu sehen, vom Vorzimmer des Büros aus der Hauptbahnhof. Gegen Ende der Episode kommt es zu mehreren Szenen, die am Frankfurter Flughafen aufgenommen wurden.
Matulas weiße Alfa Romeo Giulia Nuova Super 1600 wird in dieser Episode durch einen Überschlag irreparabel zerstört. Gleichwohl ist er in mehreren späteren Folgen wieder mit diesem Fahrzeug mit identischen Kennzeichen unterwegs, was auf eine unregelmäßige Drehreihenfolge schließen lässt. Der Unfall geschah in dieser Form unplanmäßig und wurde erst daraufhin ins Drehbuch integriert.